# Civilization IV: Beyond the Sword
Civilization IV: Beyond the Sword – drugi oficjalny dodatek do Civilization IV. Wydany 23 lipca 2007 w USA i 28 lipca w Europie przez Firaxis Games. Dodatek skupia się na osiągnięciach ludzkości po wynalezieniu prochu. Znajdujemy w nim m.in. 12 nowych scenariuszy, 10 nowych cywilizacji (np. Holendrzy, Babilończycy, itd.) i 16 nowych przywódców.

## Zmiany
- Jednostki oblężnicze nie mogą już niszczyć jednostek wroga, a jedynie je osłabiać. Mocno ograniczono również ich możliwości bombardowania struktur obronnych miasta, a także dodano specjalną podatność na ataki jednostek kawalerii i śmigłowców ("atak z flanki" uszkadzający jednostki oblężnicze na danym polu).
- Zmieniono całkowicie system szpiegostwa - cywilizacja gracza generuje tzw. punkty szpiegostwa, które są następnie wykorzystywane przez szpiegów (dostępni już po wynalezieniu technologii "Pismo") do przeprowadzania akcji przeciwko innym cywilizacjom (np. wywołanie buntów, kradzież technologii itd.).
- Przywrócono znane z poprzednich części wydarzenia losowe.
- Wprowadzono opcję zaawansowanego startu, umożliwiającą rozpoczęcie gry na wyższym etapie rozwoju cywilizacji.
- Wielcy ludzie mogą tworzyć "korporacje" - specjalne instytucje działające w podobny sposób jak religie, dostarczające graczowi specjalne bonusy w zamian za nadwyżki surowców.
- Zmieniono system walki powietrznej, umożliwiając teraz jednostkom latającym uzyskiwanie awansów bojowych.
- Umożliwiono tworzenie specjalnych kolonii zamorskich, działających jak zwykle państwa w stosunku wasalnym do cywilizacji, która je utworzyła.
- Rozwinięto system handlu morskiego, m.in.: pozwalając na blokowanie morskich szlaków handlowych przez jednostki pływające.
- Zwiększono koszt niektórych technologii w późniejszych erach.
- Scotland Yard może teraz wybudować tylko Wielki Szpieg, ale usunięto ograniczenie liczby tego typu budynków.